# Newburgh (Indiana)
Newburgh – miasto w Stanach Zjednoczonych, w stanie Indiana, w hrabstwie Warrick.